# Timpone di Porace
Timpone di Porace este o arie protejată (arie specială de conservare — SAC, sit de importanță comunitară — SCI) din Italia întinsă pe o suprafață de 45 ha, integral pe uscat.

## Localizare
Centrul sitului Timpone di Porace este situat la coordonatele 39°53′02″N 16°18′03″E / 39.883889°N 16.300833°E.

## Înființare
Situl Timpone di Porace a fost declarat sit de importanță comunitară în septembrie 1995 pentru a proteja 3 specii de animale. Situl a fost protejat și ca arie specială de conservare în iunie 2017.

## Biodiversitate
Situată în ecoregiunea mediteraneană, aria protejată conține 6 habitate naturale: Grohotișuri termofile și vest-mediteraneene, Lespezi calcaroase, Matorral arborescenți cu Juniperus spp., Păduri de Quercus ilex și Quercus rotundifolia, Pajiști uscate seminaturale și facies de acoperire cu tufișuri pe substraturi calcaroase (Festuco-Brometalia) (* situri importante pentru orhidee), Pante stâncoase calcaroase cu vegetație casmofită.
La baza desemnării sitului se află mai multe specii protejate:
- păsări (2): acvilă de munte (Aquila chrysaetos), vulturul pleșuv sur (Gyps fulvus)
- nevertebrate (1): Melanargia arge

Pe lângă speciile protejate, pe teritoriul sitului au mai fost identificate 12 specii de plante, 2 specii de nevertebrate, 4 specii de reptile.